# Dánské úžiny

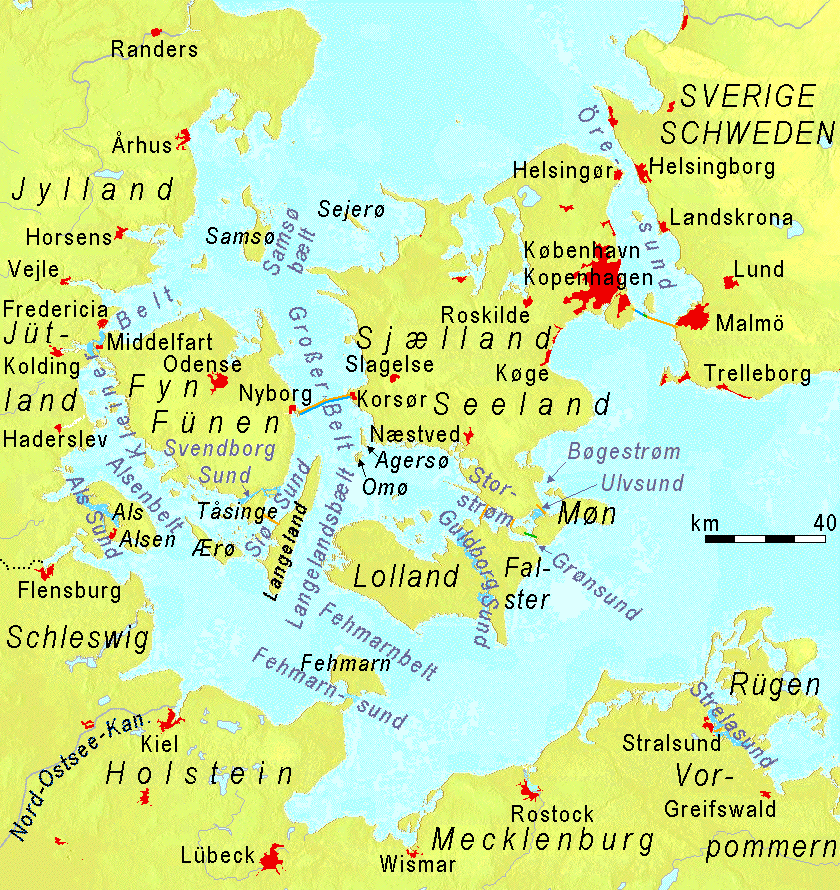
Mapa úžin ve východním Baltu

Dánské úžiny je skupina úžin a zátok v Baltském moři mezi Jutským a Skandinávským poloostrovem. Je to jediná vodní cesta, která spojuje Baltské moře se Severním mořem a Atlantským oceánem.

## Právní status
Současný právní status úžiny považuje za mezinárodní vody, které jsou současně i teritoriálními vodami Dánska. Dopravu přes úžiny regulují mezinárodní konvence a speciální privilegia udělována Dánskem. Kodaňská úmluva, podepsaná roku 1857 Dánskem a státy na břehu Baltského moře, stanovila nezdaněný pohyb obchodních lodí.
Podle ženevské konvence z roku 1958 nemá Dánsko právo bránit válečným lodím v proplutí úžinami.

## Průlivy
- mezi Dánskem a Švédskem – Öresund
- mezi Dánskem a Německem – Fehmarnský průliv
- jen dánské – Malý Belt, Velký Belt, Samsobelt, Alsenbelt, Als Sund, Svendborg Sund, Sio Sund, Langelandsbelt, Storstrom, Guldborg Sund, Gron Sund, Bogestrom, Ulv Sund